# Daniel McLachlin
Pour les articles homonymes, voir McLachlin.
Daniel McLachlin (1810-6 février 1872) est un homme politique canadien de l'Ontario. Il est député fédéral libéral de la circonscription ontarienne de Renfrew-Sud de 1867 à 1869.

## Biographie
Né à Pointe-Fortune dans le Bas-Canada, il entre dans le commerce du bois d'œuvre sur la rivière des Outaouais en 1834. En 1837, il déménage à Bytown (Ottawa), et fait l'acquisition des droits de coupes le long des rivières des Outaouais, Madawaska et Indian. Par la suite, il construit un scierie et une minoterie près de la chute des Chaudières à Ottawa. Pendant ce temps, il gère aussi un magasin général avec son frère Hugh jusqu'en 1855. En 1851, il relocalise ses opérations dans le village presque vide d'Arnprior afin de bénéficier de l'énergie de la rivière Madawaska pour opérer ses moulins. Avec la Madawaska River Improvement Association, il contribue au développement de la région entre autres avec la construction de ponts.

## Politique
Élu représentant de Bytown en 1851, il ne se représente pas en 1854. En 1861, il revient à titre de représentant du comté de Renfrew.
Élu par acclamation député fédéral en 1867, il démissionne de la politique et des affaires en 1869. À ce moment, il laisse la gestion de l'entreprise à ses fils, déjà en fonction dans celle-ci depuis 1865.